# Regering-Pholien
De regering-Pholien (16 augustus 1950 - 15 januari 1952) was een Belgische regering. Het was een homogene katholieke regering omdat de partij een absolute meerderheid aan zetels had in de Kamer en de Senaat.
Ze volgde de regering-Duvieusart op nadat deze ontslag had genomen vanwege de gewelddadige protesten met doden door de terugkeer van koning Leopold III naar België en werd opgevolgd door de regering-Van Houtte nadat premier Joseph Pholien moest aftreden, omdat hij binnen zijn partij te veel kritiek kreeg voor z'n economisch beleid.

## Vorming
De regering-Duvieusart nam ontslag kort nadat de wet die prins Boudewijn koninklijke bevoegdheden toekende goedgekeurd werd. De CVP/PSC, die een kleine absolute meerderheid had, werd belast met de vorming van een nieuwe regering. Na enkele dagen van interne debatten over het al dan niet aanwezig zijn van Gaston Eyskens in de nieuwe regering, werd Joseph Pholien het hoofd van een nieuwe regering. De toekomst van de regering was wel niet verzekerd, gezien de kleine meerderheid waarover ze beschikte en de interne spanningen binnen de partij na de oplossing voor de koningskwestie.

## Samenstelling
De regering bestond uit 16 ministers. 15 ministers kwamen uit CVP/PSC. Daarnaast was er nog 1 expert in de regering aanwezig.
| Ambtsbekleder | Ambtsbekleder | Ambtsbekleder                      | Functie                                   | Partij            |
| ------------- | ------------- | ---------------------------------- | ----------------------------------------- | ----------------- |
|               |               | Joseph Pholien (1884-1968)         | Eerste Minister                           | PSC-CVP           |
|               |               | Paul van Zeeland (1893-1973)       | Minister Buitenlandse Zaken               | PSC-CVP           |
|               |               | Paul-Willem Segers (1900-1983)     | Minister Verkeerswezen                    | CVP-PSC           |
|               |               | Oscar Behogne (1900-1970)          | Minister Openbare Werken                  | PSC-CVP           |
|               |               | Jean Van Houtte (1907-1991)        | Minister Financiën                        | CVP-PSC           |
|               |               | Pierre Harmel (1911-2009)          | Minister Openbaar Onderwijs               | PSC-CVP           |
|               |               | Alfred De Taeye (1905-1958)        | Minister Volksgezondheid en Gezin         | CVP-PSC           |
|               |               | Albert Coppé (1911-1999)           | Minister Economische Zaken en Middenstand | CVP-PSC           |
|               |               | André Dequae (1915-2006)           | Minister Koloniën                         | CVP-PSC           |
|               |               | Ludovic Moyersoen (1904-1992)      | Minister Justitie                         | CVP-PSC           |
|               |               | Maurice Brasseur (1909-1996)       | Minister Binnenlandse Zaken               | PSC-CVP           |
|               |               | Eugène De Greef (1900-1995)        | Minister Landsverdediging                 | extraparlementair |
|               |               | Joseph Meurice (1896-1972)         | Minister Buitenlandse Handel              | PSC-CVP           |
|               |               | Geeraard Van Den Daele (1908-1984) | Minister Arbeid en Sociale Voorzorg       | CVP-PSC           |
|               |               | Charles Héger (1902-1984)          | Minister Landbouw                         | PSC-CVP           |
|               |               | August De Boodt (1895-1986)        | Minister Wederopbouw                      | CVP-PSC           |

## Verloop

### Europese Gemeenschap voor Kolen en Staal

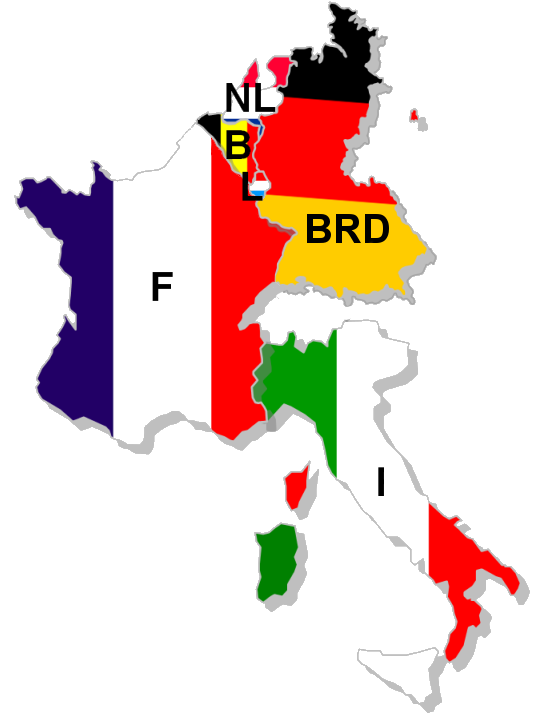
De oprichters van de EGKS

De onderhandelingen over het Schumanplan en de ondertekening van het Verdrag van Parijs tot oprichting van de Europese Gemeenschap voor Kolen en Staal (de voorloper van de Europese Unie) vonden plaats onder deze regering. De mogelijkheid om een deel van de Belgische soevereiniteit te delegeren aan supranationale organen, waarvoor een hervorming van de Grondwet nodig was, was een van de kwesties die in deze debatten aan de orde waren.

### Tweede schoolstrijd
Het is onder deze regering dat de tweede schoolstrijd in België begon. De financiering van de vrije scholen door de staat werd door de socialistische oppositie te hoog ingeschat: de socialisten waren van mening dat het vrije onderwijs, omdat het niet rechtstreeks met de staat verbonden was, niet rechtmatig door de staat kon worden gefinancierd; het vrije onderwijs werd ook aangewezen als rechtstreeks ten dienste staand van de CVP/PSC. De oprichting van gemeenschappelijke commissies in oktober 1951, waarin vertegenwoordigers van het vrije en het officiële onderwijs samen kwamen, werd door de socialisten aan de kaak gesteld als een vorm van inmenging van de vrije scholen in de officiële sector, vooral omdat de vrije scholen zouden kunnen beslissen over de bouw van officiële scholen zonder dat het omgekeerde mogelijk was; de socialisten rechtvaardigen de oprichting van deze commissies als een middel om conflicten op te lossen. Het open schoolconflict onder deze regering zou het binnenlandse politieke leven gedurende het hele decennium domineren.

### Koreaanse Oorlog
De regering sloot zich aan bij de Verenigde Staten in de Koreaanse oorlog tegen Noord-Korea. Er was een 600-koppig Koreaanse vrijwilligerskorps opgericht en naar Korea gestuurd. De militaire dienstplicht werd verlengd van 12 tot 24 maanden, maar niet zonder hevig protest van de oppositie maar ook van christelijk links. De Verenigde Staten vonden het engagement van België echter te zwak, terwijl de Verenigde Staten het gebrek aan financiële compensatie na de levering van uranium uit Congo aan de kaak stelden.